# Парк культури і відпочинку міста Донецька
Парк культури і відпочинку міста Донецька — парк в Київському районі міста Донецька.

## Історія парку

### Парк культури і відпочинку імені Ленінського комсомолу
Парк почав плануватися 1952 року у зв'язку з тим, що Центральний парк культури і відпочинку імені Щербакова не міг самостійно задовольняти потреби міста. У проекті парк зайняв площу 180 га. В проекті були: Алея знатних людей, монументальний Павільйон досягнень, басейн, зелений театр на 3500 місць, гладкий газонний килим з двома рядами скульптурних груп.
У жовтні 1955 року виконкомом Сталінської обласної Ради приймається рішення «Про десятирічний план створення і розвитку зелених зон міст і робочих селищ Сталінської області на 1955–1964 роки». У результаті цього 1956 року закладається парк. У початковий план вносяться зміни, оскільки частина території відводиться для забудови. Роботи з озеленення розпочалися в квітні 1957 року.
Парк отримує ім'я Максима Горького у зв'язку з тим, що 18 червня 1956 року відзначається двадцятиріччя з дня смерті письменника. 25 жовтня 1958 року закладається алея, присвячена сорокаріччю ВЛКСМ. Ця назва з часом замінює ім'я Горького і парк починає називатися парком імені 40-річчя ВЛКСМ. 1961 року створюється водосховище в заплаві річки Кальміус. На берегах водосховища створюються станція прокату човнів і пляж. У травні 1972 року виконком Донецької міськради ухвалює змінити назву на «Парк культури і відпочинку імені Ленінського комсомолу».

### Міський парк культури і відпочинку
Влітку 2006 року ФК «Шахтар» і турецька компанія ENKA підписали контракт про будівництво стадіону «Донбас Арена» у парку імені Ленінського комсомолу. Почалися земляні роботи, було вирубано велику кількість дерев. Старий парк було знищено. Рішенням Донецької міськради №4/25 від 11 вересня 2006 року новий парк отримав назву «Парк культури і відпочинку міста Донецька». У квітні 2009 року президент клубу Рінат Ахметов, а також гравці й тренерський штаб заклали початок нового парку, висадивши нові дерева. Парк складається з великої кількості унікальних об'єктів. Загальна кількість рослин перевищує 77 000, майже половина з них — троянди. Усі дерева були спеціально привезені з найстаріших розплідників Німеччини Lappen і Lorberg, їх вік становить від 20 до 30 років. Також з'явилися такі цікаві об'єкти, як: сад каменів — унікальний об'єкт ландшафтного дизайну, гранітний м'яч, який обертається на воді, а також каскад фонтанів.

## Об'єкти зони парку
У парку розташовані дитяча залізниця імені Приклонського (відкрита 19 травня 1972 року), Палац молоді «Юність» (відкритий в 1975 році біля входу в парк), виставковий комплекс «ЕкспоДонбас» (відкритий в 1983 році), монумент «Визволителям Донбасу» (відкритий 8 травня 1984 року), Пам'ятник загиблим воїнам-афганцям (відкритий 7 травня 1996 року), атракціони, «поляна казок», Готельний комплекс «Вікторія», стадіон «Донбас Арена» (відкрито 29 серпня 2009 року), Міст дружби (відкритий 19 вересня 2010 року), Музичний парк (другу чергу відкрито 28 серпня 2011 року).

### Фотогалерея

Монумент «Визволителям Донбасу»
Пам'ятник загиблим воїнам-афганцям
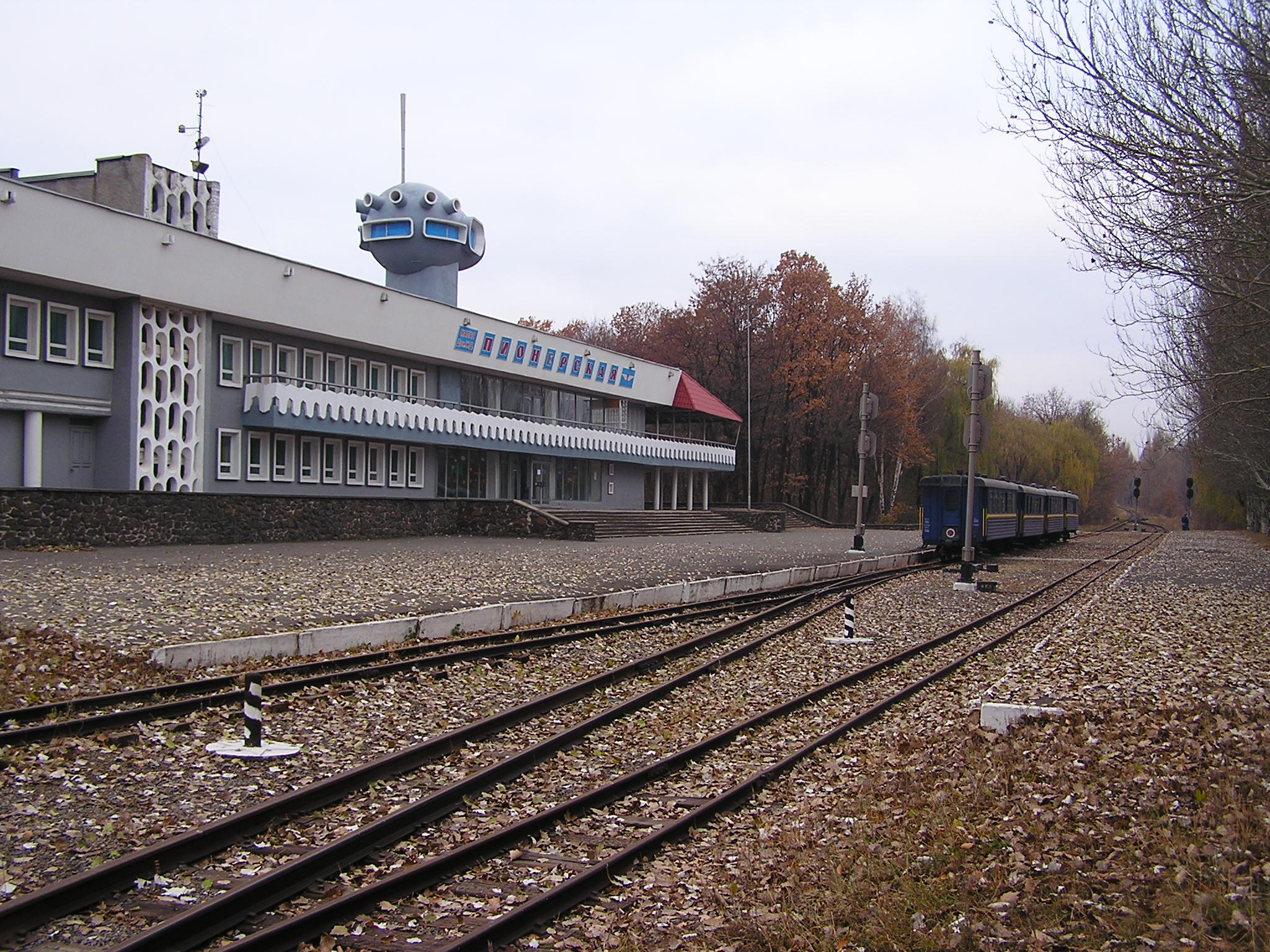
Дитяча залізниця Приклонського. Станція «Піонерська»
«Донбас Арена»«Донбас Арена»
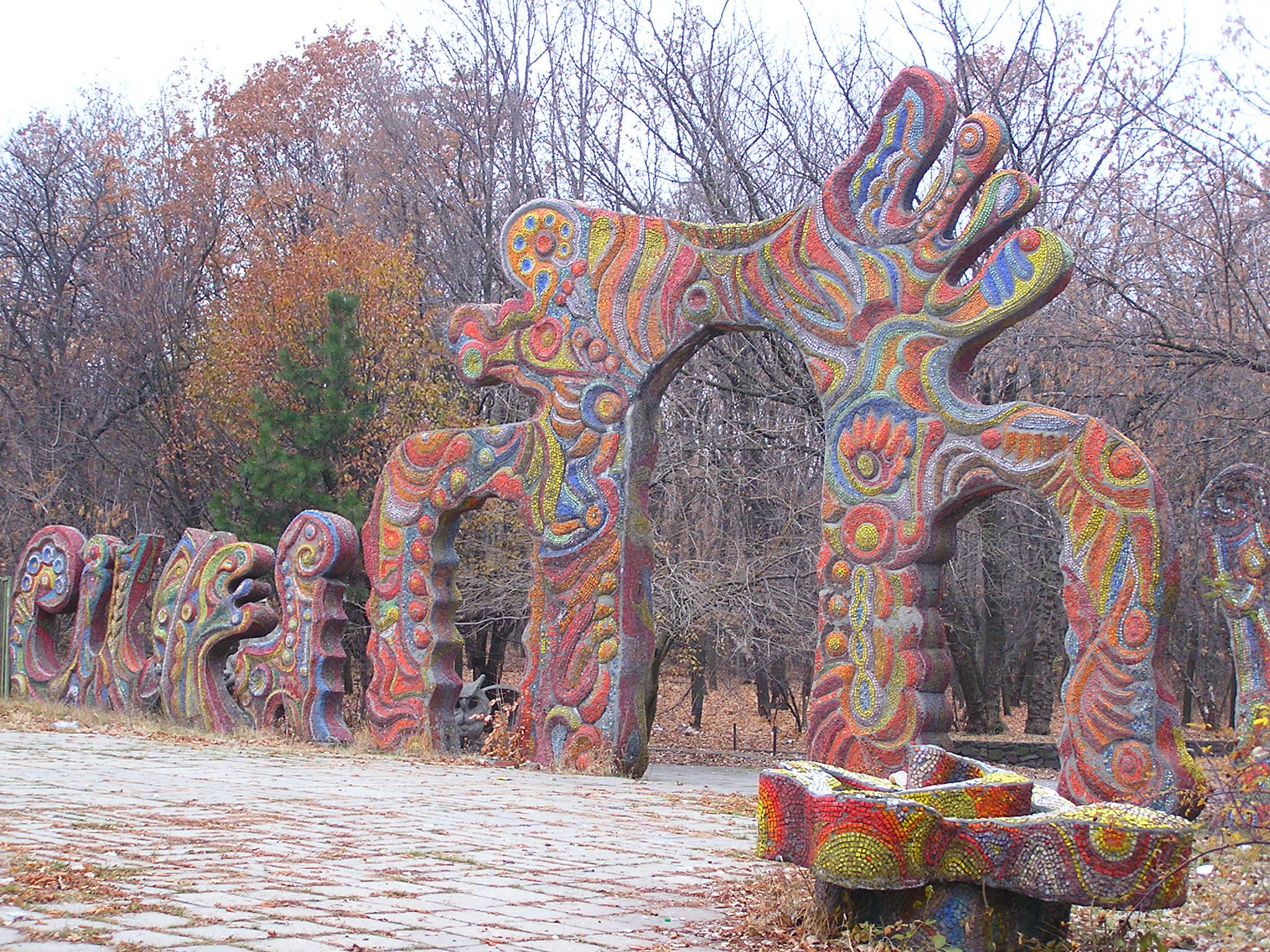
Вхід у «поляну казок»
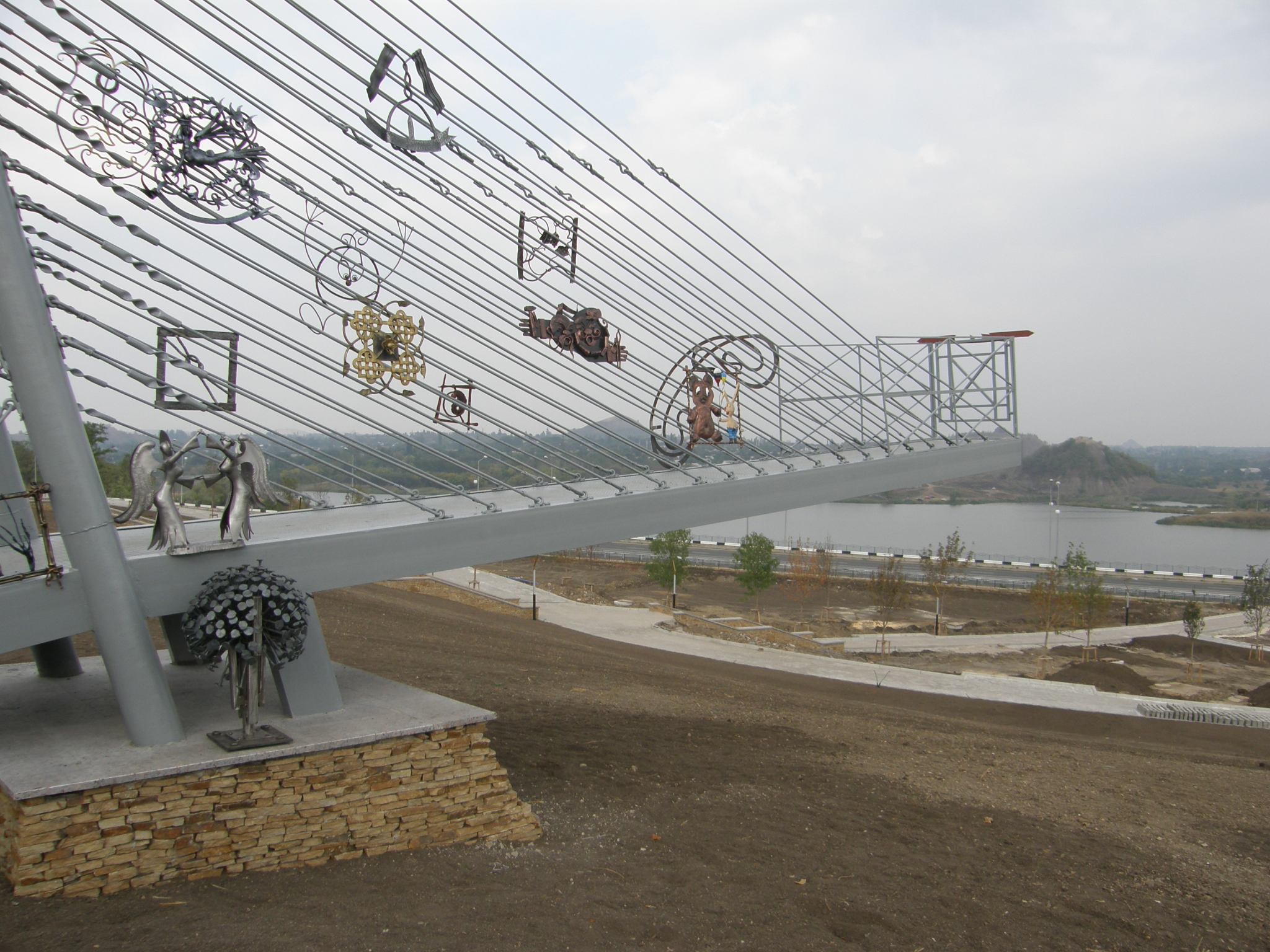
Міст дружби
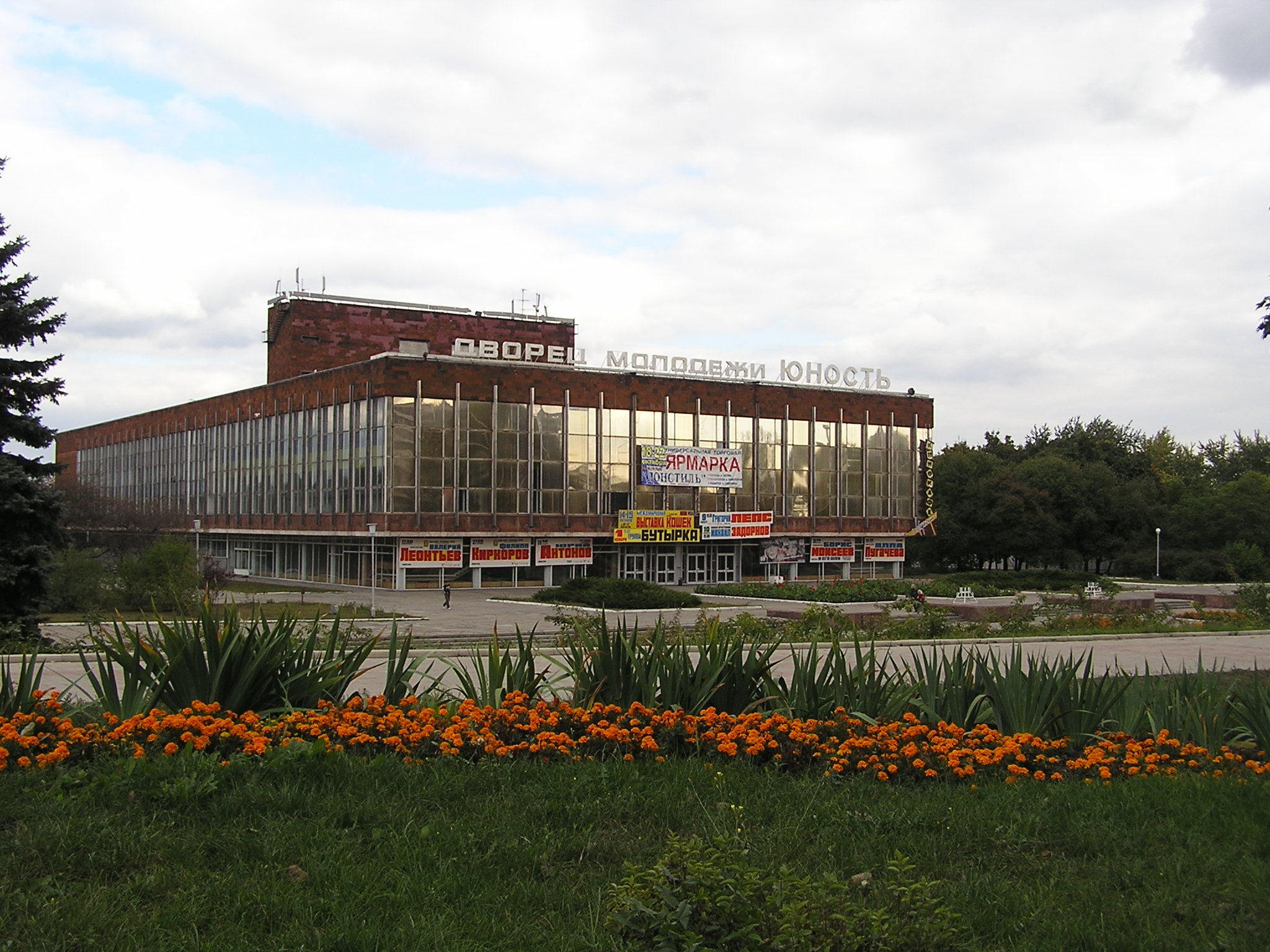
Палац молоді «Юність»
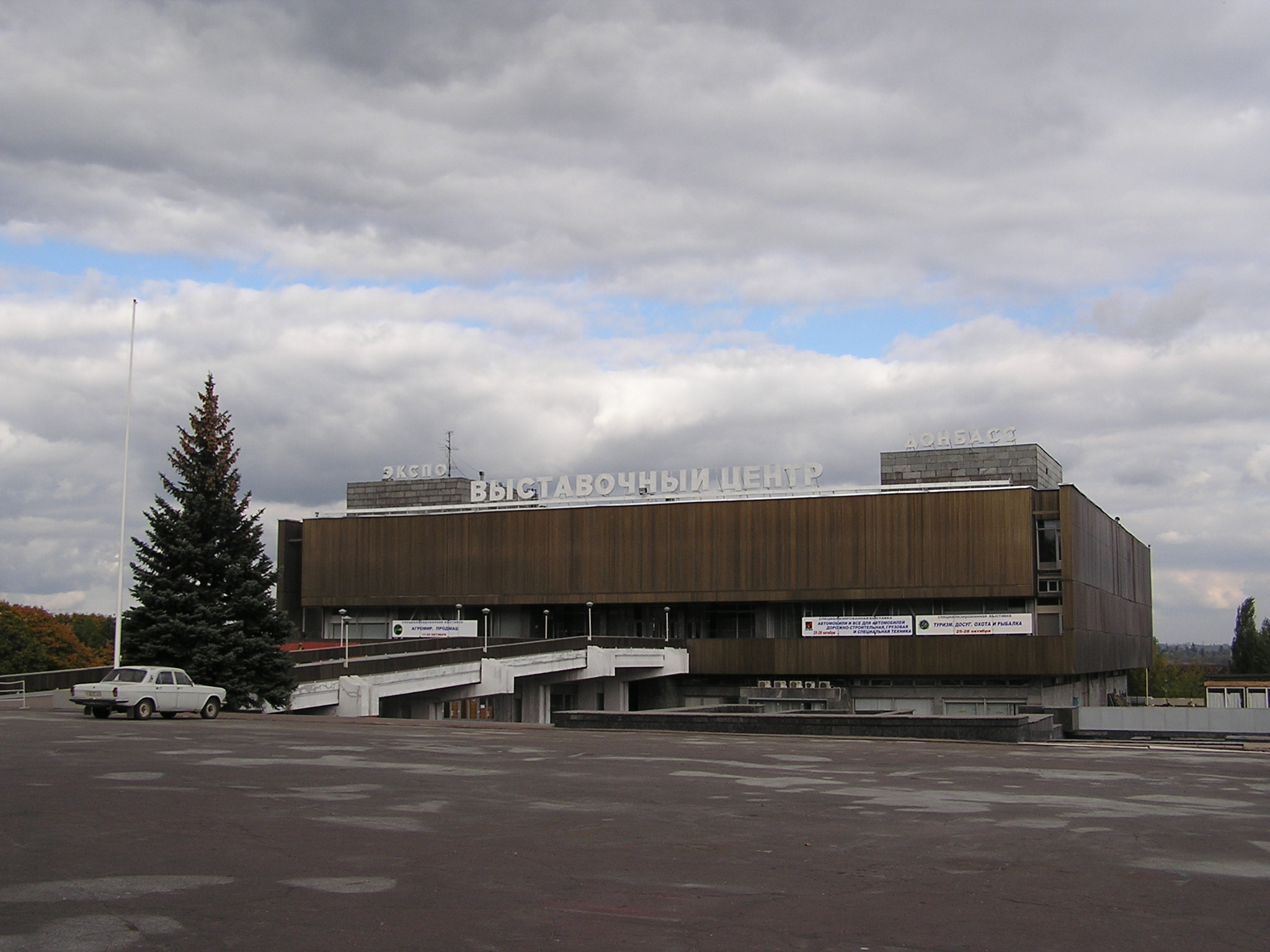
«ЕкспоДонбас»
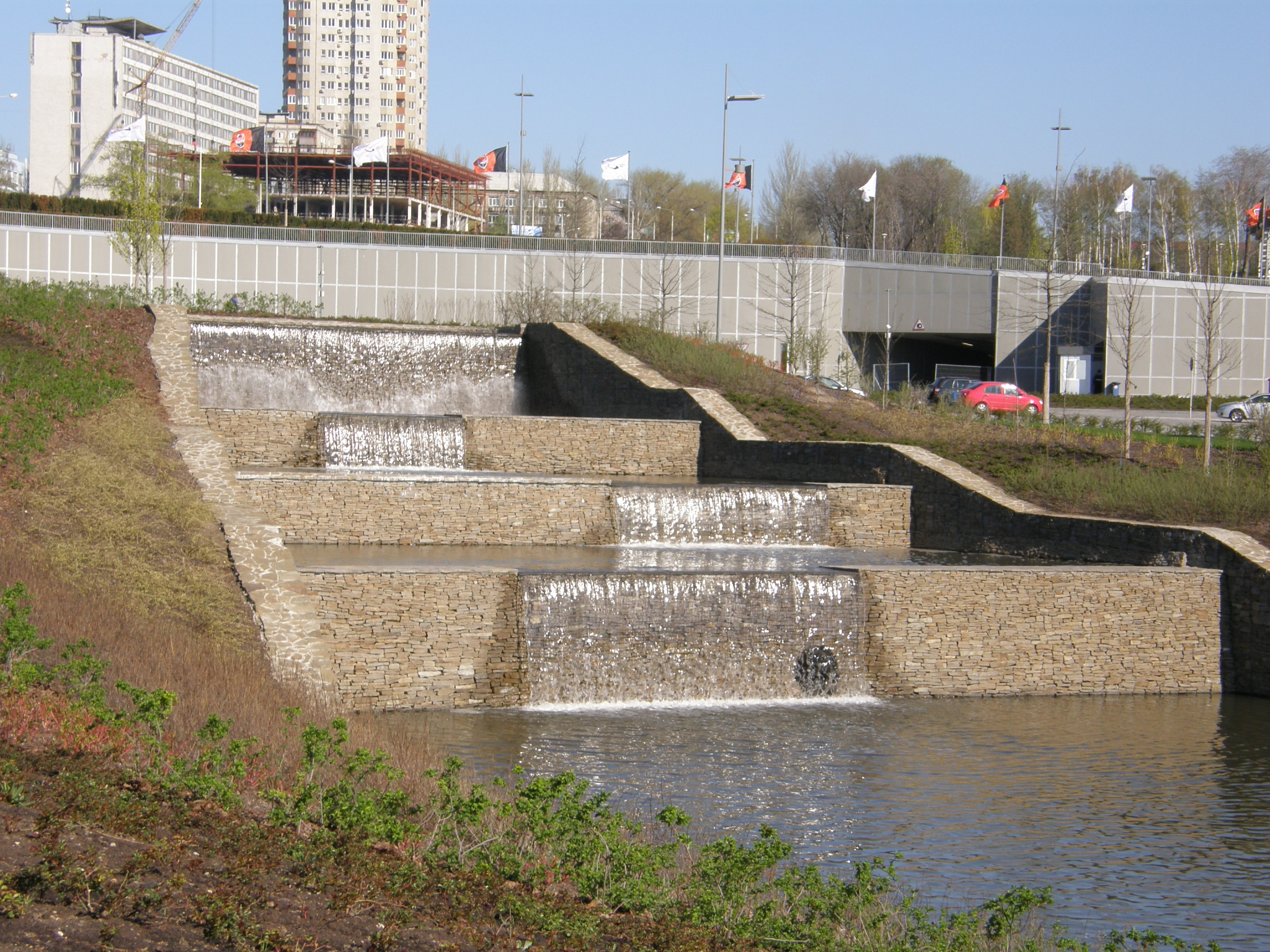
Каскад фонтанів в новій частині парку
Гранітний м'яч на водіГранітний м'яч на воді
Краєвид згориКраєвид згори
Стадіон, парк та фонтаниСтадіон, парк та фонтани